# Grischa Prömel
Grischa Prömel (Stuttgart, 1995. január 9. –) német utánpótlás válogatott labdarúgó, aki jelenleg az Union Berlin játékosa.

## Pályafutása

### Klubcsapatban
Pályafutását a Stuttgarter Kickers csapatában kezdte, majd 2013 nyarán a Hoffenheim akadémiájához csatlakozott. 2014. augusztus 6-án debütált a német negyedosztályban a második csapat színeiben a SVN Zweibrücken csapata elleni bajnokin az 57. percben Benjamin Trümner cseréjeként lépett pályára.

### A válogatottban
2015-ben debütált a német U20-as labdarúgó-válogatottban és tagja volt a válogatottnak, amely részt vett a 2015-ös U20-as labdarúgó-világbajnokságon.

## Statisztika
| Klub információ       | Klub információ       | Klub információ       | Bajnokság | Bajnokság | Kupa      | Kupa      | Nemzetközi | Nemzetközi | Összesen | Összesen |
| Szezon                | Klub                  | Bajnokság             | Mérk.     | Gól       | Mérk.     | Gól       | Mérk.      | Gól        | Mérk.    | Gól      |
| Németország           | Németország           | Németország           | Bajnokság | Bajnokság | DFB-Pokal | DFB-Pokal | UEFA       | UEFA       | Összesen | Összesen |
| --------------------- | --------------------- | --------------------- | --------- | --------- | --------- | --------- | ---------- | ---------- | -------- | -------- |
| 2014–15               | Hoffenheim II         | Regionalliga Südwest  | 23        | 5         | 0         | 0         | 0          | 0          | 23       | 5        |
| 2014–15               | Hoffenheim            | Bundesliga            | 0         | 0         | 0         | 0         | 0          | 0          | 0        | 0        |
| Összesen              | Németország           | Németország           | 23        | 5         | 0         | 0         | 0          | 0          | 23       | 5        |
| Karrier teljesítménye | Karrier teljesítménye | Karrier teljesítménye | 23        | 5         | 0         | 0         | 0          | 0          | 23       | 5        |